# Argyra johnsoni
Argyra johnsoni är en tvåvingeart som beskrevs av Van Duzee 1925. Argyra johnsoni ingår i släktet Argyra och familjen styltflugor. Inga underarter finns listade i Catalogue of Life.